# Зелена гримуча змія
Зелена гримуча змія або західна гримуча змія (Crotalus oreganus) — вид отруйних гримучих змій, який розповсюджений на заході США.
Зараз виділяють сім підвидів, зокрема типова форма, описана тут. Розмір цього виду значно варіюється, з деякими популяціями маленьких змій, а іншими — дуже великих. Зразки часто досягають 100 см в довжину, з найбільшим відомим 162,6 см.

## Харчування
Використовуючи свої теплочутливі ямки на губах щоб знайти здобич, Crotalus о. oreganus їсть птахів, пташині яйця і невеликих ссавців, від мишей до кроликів. Вона також харчується дрібними рептиліями і амфібіями. Молодь їсть комах.

## Розмноження
Статевозрілі самки народжують живих дитинчат, у виводку буває до 25 штук.